# Welwitschias
Welwitschias, actualmente conocidos como Windhoek Draught Welwitschias, es un equipo profesional de rugby ubicado en la ciudad de Windhoek, Namibia. Está integrado en el sistema competitivo de Sudáfrica participando en la Currie Cup y en el Rugby Challenge manteniendo el legado del África del Sudoeste.

## Historia
Fue fundada en 1916 con nombre de South West Africa, época en la cual el territorio de Namibia dependía administrativamente de Sudáfrica.
Hasta 1989 mantuvo el nombre de South West Africa año en el cual fue renombrado como se lo conoce hoy en día.
Desde el año 1954 participa en la principal competición entre clubes provinciales de Sudáfrica. 
Entre 1999 y 2015 participó en la extinta Vodacom Cup, y en 2017 se integró en el Rugby Challenge.
Ha enfrentado a los British and Irish Lions en 4 ocasiones perdiendo en todas, además ha empatado frente a las selecciones de Australia e Italia.

## Palmarés
- Santam Bank Cup (2): 1985, 1987.

- Sport Pienaar Cup (3): 1976, 1979, 1984.